# Angriff der Kybermänner
Angriff der Kybermänner (Attack of the Cybermen) ist der 137. Handlungsstrang der britischen Science-Fiction-Fernsehserie Doctor Who. Er besteht aus 2 Episoden, die am 5. Januar 1985 und 12. Januar 1985 ausgestrahlt wurden.

## Handlung
Nachdem der Doktor es geschafft hat, den Chameleon-Schaltkreis der TARDIS zu reparieren, steuert er den Planeten Erde im Jahr 1985 an, um Peri den vorbeiziehenden halleyschen Komet zu zeigen. Zur selben Zeit auf der Erde sind Lytton, ein ehemaliger Söldner der Daleks, zusammen mit seiner Gaunerbande in die Kanalisation unter London gestiegen, um von dort aus einen Tresor Diamanten im Wert von 10.000 Pfund zu stehlen. Doch anstelle des Tresors finden die Ganoven eine Schaar von Kybermännern (Cybermen), die sie sogleich gefangen nehmen.

Auf der Erde angekommen entdecken der Doktor und Peri ein Notrufsignal, welche Lytton ausgesendet hat, und beginnen damit die Kanalisation zu untersuchen, wo sie auf Russell, einem von Lyttons Ganoven, bei dem es sich eigentlich um einen Polizist handelt, der Lytton ausspioniert. Als der Doktor erfährt, dass Lytton hinter dem Notsignal steckt kehrt er zusammen mit Peri und Russell zurück zur TARDIS, wird dort aber von den Kybermännern überwältigt, gefangen genommen und sollen zusammen mit Lytton nach Telos geschickt werden. Russell musste im Schlagabtausch jedoch sein Leben lassen.

Auf dem Planeten Telos versuchen zur selben Zeit die beiden Sklaven Bates und Stratton aus den Fängen des Kyber-Kontrolleurs (Cyber Controller) zu fliehen, werden aber von den Kybermännern gefangen genommen und sollen zur Strafe nun ebenfalls in Kybermänner verwandelt werden. Der mittlerweile auf Telos angekommene Doktor soll die beschädigten Grüfte der Kybermänner reparieren um das Leben seiner Begleiter zu retten, wird dort aber von fehlfunktionierenden Kybermännern und Cyronen angegriffen, woraufhin ihm die Flucht gelingt. Wie er von Flast, Anführerin der Cyronen, erfährt waren sie die ursprünglichen Bewohner des Planeten, bevor die Kybermänner Telos zu ihrem zweiten Heimatplaneten nach der Zerstörung von Mondas gemacht hatten und das die Kybermänner planen mit der Kraft des halleiyschen Komet den Flugkurs von Mondas zu ändern um seine Vernichtung im Jahr 1986 zu verhindern.

Mithilfe der Cyronen und einem zur Hälfte in einen Kybermann verwandelten Lytton schafft es der Doktor die Kybermänner auf Telos zu überwältigen, in dessen Zuge sich der Kyber-Kontrolleur und Kyber-Führer (Cyber Leader) gegenseitig vernichten, und Peri zu befreien. Im Kreuzfeuer musste jedoch auch Lytton sein Leben lassen, für dessen Tod sich der Doktor verantwortlich sieht. In Absprache mit den Cyronen sprengt er außerdem das Hauptquartier und Grüfte der Kybermänner auf Telos in die Luft um ihre Pläne zur Rettung Mondas' zu verhindern.

## Produktion
Hinter der Autorin Paula Moore verstecken sich mehrere Autoren: Paula Woolsey, welche das Drehbuch schrieb, Kit Pedler und Gerry Davis, welche die Cybermen in den 60ern für The Tenth Planet schufen, sowie Eric Saward, welcher als Schöpfer von Lytton fungierte und große Teile des Drehbuchs umschrieb. Weiterhin sollen Ideen von Doctor-Who-Fan Ian Levine als Handlungselemente in die Geschichte aufgenommen worden sein, um sie stärker mit The Tomb of the Cybermen zu verknüpfen.

Die Tatsache, dass der Doktor den Chameleon-Schaltkreis der TARDIS zu Beginn der Geschichte repariert hat, war eine Idee von Produzent John Nathan Turner, welche permanente Auswirkung auf die Serie haben sollte, jedoch wurde diese Idee nach einigen Folgen wieder verworfen.

Pennant Roberts sollte ursprünglich bei den beiden Folgen Regie führen, war aber nicht zu Drehstart verfügbar. Roberts sollte dafür gegen Ende der Staffel bei der Doppelfolge Das Amulett (Time Lash) Regie führen.

## Einschaltquoten
1. Attack of the Cybermen – Part 1 – 8,9 Millionen Zuschauer
2. Attack of the Cybermen – Part 2 – 7,2 Millionen Zuschauer

## Veröffentlichung
Im April 1989 veröffentlichte Target Books in England eine Romanversion der Geschichte, geschrieben von Eric Saward. Diese wurde 1995 von BBC Audio in leicht gekürzter Fassung als Hörbuch, gelesen von Colin Baker, veröffentlicht. Das Serial erschien zusammen mit The Tenth Planet im November 2000 in England als Teil des Box-Sets Doctor Who: The Cybermen auf Video und am 16. März 2009 auf DVD.

In Deutschland wurde das Serial, aufgeteilt in 4 Episoden à 25 Minuten, vom 29. März bis 3. April 1995 in deutscher Erstausstrahlung gezeigt. Auf DVD erschienen die Folgen in ihrer ursprünglichen Form am 27. November 2015 als Teil des DVD-Sets Doctor Who – Der sechste Doktor Volume 1.

## Synchronisation
Die Synchronisation der Geschichte übernahm H.W. Film in München unter der Regie von Hendrik Wiethase, welcher auch das Dialogbuch verfasste.
| Rolle                     | Schauspieler       | Synchronsprecher     |
| ------------------------- | ------------------ | -------------------- |
| Der (6.) Doktor           | Colin Baker        | Michael Schwarzmaier |
| Perpugilliam „Peri“ Brown | Nicola Bryant      | Maria Böhme          |
| Lytton                    | Maurice Colbourne  | Fred Maire           |
| Griffiths                 | Brian Glover       | Willy Schäfer        |
| Kyber-Führer              | David Banks        | Thomas Albus         |
| Kyber-Kontrolleur         | Michael Kilgarriff | Walter von Hauff     |
| Stratton                  | Jonathan David     | Erhard Hartmann      |
| Kyber-Leutnant            | Brian Orrell       | Erhard Hartmann      |
| Joe Payne                 | James Beckett      | Erhard Hartmann      |
| Bill                      | Stephen Churchett  | Erhard Hartmann      |
| Kybermann                 | John Ainley        | Hendrik Wiethase     |
| David                     | Stephen Wale       | Andreas Neumann      |
| Rost                      | Sarah Berger       | Heidi Treutler       |
| Threst                    | Esther Freud       | Alexandra Ludwig     |
| Flast                     | Faith Brown        | Uschi Wolff          |
| Varne                     | Sarah Greene       | Sandra Schwittau     |

## Trivia
- Aus Sicht der Kybermänner/Cybermen setzt die Handlung der Geschichte kurz nach den Ereignissen des Handlungsstranges The Tomb of the Cybermen an, nachdem der zweite Doktor Telos zum ersten Mal besucht hatte.
- Lytton trat zuletzt in Die Auferstehung der Daleks (Resurrection of the Daleks) auf, wo er als Söldner der Daleks auf den fünften Doktor traf.
- Als die TARDIS auf der Erde landet, landet sie in der Totters Lane 76, demselben Ort, wo sich die TARDIS zu Beginn des Serials Das Kind von den Sternen befand.
- Vor allem wegen des zweiten Teils der Geschichte war die Serie zu der Zeit mehrerer Beschuldigungen von Gewaltverherrlichung ausgesetzt, da in einer Szene der Kyber-Kontrolleur Lyttons Hände blutig quetschte.
- Der Arbeitstitel der Folgen lautete The Cold War (zu dt. Der kalte Krieg)
- Die Doppelfolge ist Terry Molloys einziger Auftritt in der Serie ohne Make-Up. Ansonsten sollte er in mehreren Folgen, welche in den 80ern produziert wurden, als Davros dem Schöpfer der Daleks auftauchen.
- In der deutschen Synchronfassung landet der Doktor mit der TARDIS nicht im London des Jahres 1985, sondern im Jahr 1993.